# Glina Duża
Glina DużUn [pronunciación en polaco: /ˈɡlina ˈduʐun/] es un pueblo ubicado en el distrito administrativo de Gmina Kiełczygłów, dentro del Distrito de Pajęczno, Voivodato de Łódź, en Polonia central. Se encuentra aproximadamente a 4 kilómetros al norte de Kiełczygłów, a 13 kilómetros al norte de Pajęczno, y a 67 kilómetros al suroeste de la capital regional Łódź.